# Боровик Євген Станіславович
Євге́н Станісла́вович Боровик  (24 квітня 1915, Петроград — 7 лютого 1966, Харків) — український фізик, доктор фізико-математичних наук, професор, член-кореспондент АН УРСР.

## Біографія
Народився в Петрограді, де 1937 закінчив Ленінградський політехнічний інститут. З 1945 — старший науковий співробітник Фізико-технічного інституту АН УРСР (Харків) і одночасно професор Харківського державного університету. 1961 — член-кореспондент АН УРСР. Учень професора Бориса Лазарєва.
Раптово помер у 50-річному віці 7 лютого 1966 року. Похований на харківському міському кладовищі № 2.

### Родина
- Батько — фізик, доктор фізико-математичних наук Станіслав Боровик (1882—1958).
- Мати — фізик, хімік, біохімік, кандидат хімічних наук Тетяна Боровик-Романова (1896—1981).
- Єдинокровний брат — фізик, доктор фізико-математичних наук Віктор-Андрій Боровик-Романов (1920—1997)
- Син — фізик, доктор фізико-математичних наук Андрій Боровик (1941—2009).
- Пасинок — фізик, доктор фізико-математичних наук Віктор Єременко (1932—2017)[3].

## Наукова діяльність
Досліджував теплопровідність зріджених газів у широкому інтервалі температур і тисків, поведінку електронів у металах під впливом потужних електричних і магнітних полів.